# چلمزفورد

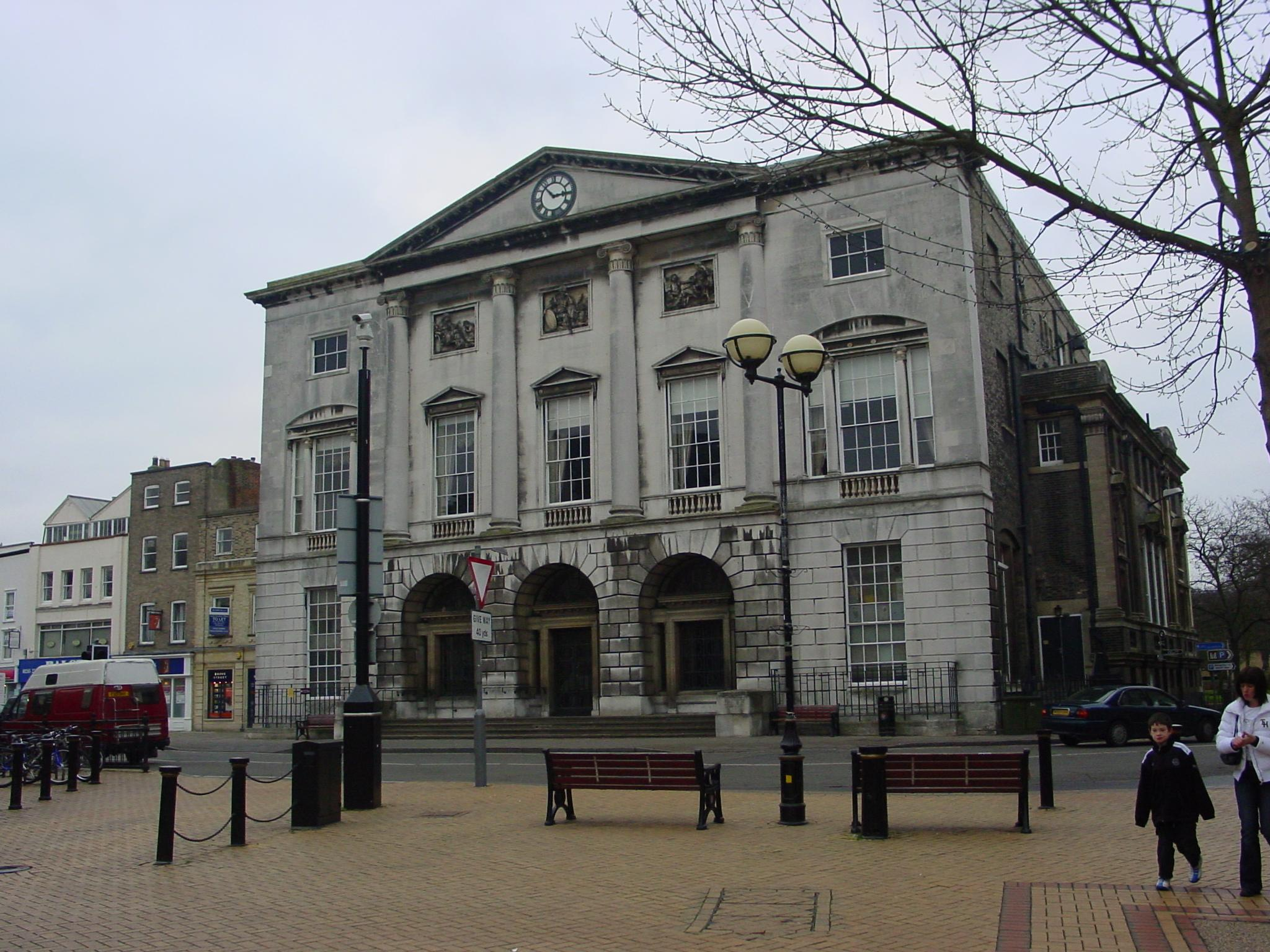
نمایی از ساختمان شورای شهر چلمزفورد، انگلستان - ۲۰۰۷

چلمزفورد (به انگلیسی: Chelmsford) شهری در کشور انگلستان است که این کشور خود بخشی از بریتانیا محسوب می‌شود. این شهر در سال ۱۹۹۱ میلادی ۹۷٫۴۵۱ نفر جمعیت داشته و در سرشماری سال ۲۰۰۱ جمعیت آن به ۹۹٫۹۶۲ نفر رسیده‌است. میزان رشد سالانهٔ جمعیت چلمزفورد ‎۰٫۹۳ درصد می‌باشد و جمعیت این شهر در سال ۲۰۱۲ به ۱۱۰٫۶۴۳ نفر تغییر یافت.